# Ел Куерво де Севиля
Ел Куерво де Севиля (на испански: El Cuervo de Sevilla) е населено място и община в Испания. Намира се в провинция Севиля, в състава на автономната област Андалусия. Общината влиза в състава на района (комарка) Бахо Гуадалкивир. Заема площ от 31 km². Населението му е 8673 души (по преброяване от 2010 г.). Разстоянието до административния център на провинцията е 72 km.